# Alien Boys
Gli Alien Boys sono stati un gruppo musicale tedesco di Amburgo, formatosi nel 1987. Sono stati una delle prime band grunge europee, ma anche associati al genere doom metal.
Dopo due album indipendenti e molti tour, soprattutto negli Stati Uniti, firmarono con la GUN Records/BMG e pubblicarono il loro terzo album, Doom Picnic, prodotto dal pioniere del grunge Jack Endino a Seattle.
Nel 1994, dopo il loro quarto album Nekropolis, il gruppo si sciolse. Andi Schmidt e Tom Beege in seguito suonarono insieme nella band proto punk dei Nixon Now.

## Formazione
- Andi Schmidt – voce
- Tom Beege (1987 - 1993) († 2020) – chitarra
- Ronnie Henseler – basso
- Peter Stein – batteria

Ex componenti
- Stefan Hoffmann (1993 - 1994) - chitarra

## Discografia
Album in studio
- 1989 - Lawmachine (Anaconda Records)
- 1991 - The Seeds of Decay (Rave Records)
- 1992 - Doom Picnic (GUN Records)
- 1994 - Nekropolis (GUN Records)